# Culdcept
Culdcept (カルドセプト?, Karudoseputo) è un manga shōnen realizzato da Shinya Kaneko e ispirato all'omonimo videogioco.

## Ideazione
In realtà il manga doveva essere solo una breve pubblicazione a scopo pubblicitario facente parte della campagna di marketing per il videogioco. Visto l'interesse dei lettori l'autore del manga e gli autori del videogioco hanno in seguito deciso di dare vita ad una vera e propria storia. Il manga è stato pubblicato mensilmente su Magazine Z dal 22 settembre 2000 al 26 gennaio 2009, data in cui la serie è stata interrotta a causa della cessata pubblicazione della rivista, come dichiarato dal mangaka Shinya Kaneko nella sua pagina di MySpace e sul suo blog, il quale spera di poter avere la possibilità di completare la storia in futuro. A tutt'oggi la serie è composta da 6 tankōbon (l'ultimo dei quali è uscito in madrepatria il 21 settembre 2007), di cui i primi 5 sono stati pubblicati in Italia dalla Star Comics. È poi uscito un videogioco per Nintendo che porta il nome di Culdcept ispirato al manga e successivamente anche un seguito, Culdcept Revolt.

## Trama
"In principio la Dea Culdora creò un libro... vi scrisse la grandezza e le dimensioni dell'universo e fu così che questo prese forma... in seguito la Dea annotò tutti gli esseri, soprannaturali o meno, che l'avrebbero popolato... e fu così che nacque il mondo attuale, secondo i canoni descritti in quel libro divino denominato Culdcept..."
Culdcept narra la storia di Najaran, giovane ragazza abitante in un mondo fantasy nel quale sacre reliquie, ossia frammenti del Culdcept sono riemersi da falde nel terreno. Questi frammenti sono carte, di cui solo alcuni sono in grado di dominare i poteri.
L'avviarsi delle peripezie ha atto nel momento in cui il maestro di Najaran le chiede di recarsi al quinto torneo dei cepter per indagare sui black cepter, cepter malvagi che utilizzano le carte per motivi tutt'altro che benevoli.
Nel mezzo della città finisce più o meno involontariamente per partecipare al torneo ed è così che iniziano i suoi fortunati e sfortunati incontri.